# Szegedi Dezső
Szegedi Dezső (Miskolc, 1953. január 7. –) Jászai Mari-díjas magyar színművész, rendező.

## Életpályája
A miskolci már nem létező Gordon-telepen élő cigány családban született, nagyapja cigányzenész, édesapja darugyárban, édesanyja tollválogatóként dolgozott. Két testvére született. A Földes Ferenc Gimnáziumban 1980-ban levelező tagozaton érettségizett.
16 évesen kezdett dolgozni, első színpadi szerepét beugrással kapta a munkahelyén dolgozó amatőr színházi rendezőtől. 1982–2023 között a Miskolci Nemzeti Színház tagja volt, ahol énekkari tagként kezdte pályáját, Csiszár Imre szerződtette.
2005-ben létrehozta Romano Teatro nevű színtársulatot, amelynek célja, hogy a művészet segítségével közelebb hozza egymáshoz a cigány és nem cigány fiatalokat.
2024 májusában, 71 évesen az ország legidősebb nappali tagozatos hallgatójaként szerzett diplomát kulturális antropológiából a Miskolci Egyetem Bölcsészet- és Társadalomtudományi Karán.
Feleségével gyerekkoruk óta ismerték egymást, 18 éves korában házasodtak össze. Hat gyerekük született, hobbija a horgászat.

## Film- és tévészerepek
- 200 első randi (2018–2019)
- Brazilok (2018)
- Anyám és más futóbolondok a családból (2015)
- Tabló (2008)
- Konyec (2007)
- Üvegtigris 2 (2005)
- Szőke kóla (2005)
- Barátom Petőfi
- Keletről nyugatra avagy a média diszkrét bája
- Szomszédok (teleregény, 1990)
- A Herceg hagyatéka
- Nincs itthon az Isten
- Tabló
- Senki földjén

## Fontosabb színházi szerepek
- Giacomo Puccini: Bohémélet (2011/2012)
- Spiró György: Elsötétítés, r: Korognai Károly (2011/2012)
- Jávori – Miklós – Kállai – Böhm: Menyasszonytánc, r: Halasi Imre (2010/2011)
- Gabnai Katalin: A mindenlátó királylány, r: Seres Ildikó (2010/2011)
- Makszim Gorkij: Éjjeli menedékhely, r: Lévay Adina (2009/2010)
- Parti Nagy Lajos: Ibusár, r: Ács János (2008/2009)
- Arthur Miller: Közjáték Vichyben, r: Balikó Tamás (2008/2009)
- Dobozy – Korognai: A tizedes meg a többiek, r: Korognai Károly (2007/2008)
- Müller Péter: A vihar kapujában, r: Csiszár Imre (2006/2007)
- Rideg Sándor – Tímár Péter: Indul a bakterház, r: Halasi Imre (2005/2006)
- Madách: Mózes, r: Csiszár Imre (2004/2005)
- Bernstein – Laurents – Sondheim: West Side Story, r: Majoros István (1998/99)
- William Shakespeare: Szentivánéji álom, r: Csiszár Imre (1998 / 99)
- Csehov: Három nővér, r: Schlanger András (1998/99)
- William Shakespeare: Hamlet, r: Müller Péter Sziámi (1998/99)
- Tolcsvay – Müller – Müller: Mária evangéliuma, r: Müller Péter Sziámi (1997)
- Joseph Stein, Jerry Bock, Sheldon Harnick: Hegedűs a háztetőn, r: Horváth Péter (1997)
- Kabaré, rendező: Hegyi Árpád Jutocsa (1995)
- Alan Jay Lerner – Frederick Loewe: My fair Lady, r: Horváth Péter (1995)
- Genet: Paravánok, r: Zsótér Sándor (1993)
- Dale Wassermann – Mitch Leigh – Joe Darion: La Mancha lovagja, r: Roman Szokolov (1990)
- William Shakespeare: A makrancos hölgy, r: Galgóczy Judit (1990)
- Vörösmarty Mihály: Csongor és Tünde, r: Szőke István (1988)
- Heltai Jenő: A néma levente, r: Horváth Jenő (1984)

## Miskolci szerepek
- Zsellyei Balogh Ábel – Úri muri
- Krekács Béla – A Gézagyerek
- Henning – A hideg gyermek
- Polonius – Hamlet
- Mi és Miskolc
- Malomszegi báró – Lili bárónő
- Id. Nagy – A tanítónő
- Szorin – Sirály (Kamara)
- Veszett fejsze
- Miskolci Múzsa-díj átadás
- Tuskó Vitus – Az eltört korsó
- Tschekko – Marica grófnő

## Egyéb munkásság
- Egyetemi oktató film: Az idős emberek kiszolgáltatottságáról.

## Díjai és kitüntetései
- Miskolc Város Nívódíja (1988)
- A Miskolci Nemzeti Színház díja (1990)
- Déryné-díj (1998)
- Jászai Mari-díj (2003)
- Miskolci Múzsa-díj (2014)
- A Miskolci Nemzeti Színház örökös tagja (2018)[8]
- A Magyar Művészeti Akadémia Színházművészeti Tagozatának elismerő oklevele (2024)[9]